# Шардара
Шардара́ (каз. Шардара) — місто, центр Шардаринського району Туркестанської області Казахстану. Адміністративний центр та єдиний населений пункт Шардаринської міської адміністрації.
Населення — 31431 особа (2021; 30573 у 2009, 25452 у 1999, 25629 у 1989).
У місті розвинене виробництво будматеріалів, харчова промисловість, Шардаринська ГЕС, перед греблею якої утворилось Шардаринське водосховище.